# Georg Tollstorp
Georg Tollstorp, född 14 januari 1732 i Borås, död där 14 mars 1803, var en svensk ämbetsman och politiker.
Georg Tollstorp var son till stadsnotarien Allert Tollstorp och Elisabeth Langlet. Han ägnade sig först åt handelsverksamhet i Borås. Driftig och företagsam utökade han sin verksamhet att även omfatta fabriks- och jordbruksrörelse. Han startade flera fabriker och verk, inköpte bland annat Viskafors bruk och anlade Borås första verkliga landeri, Katrineberg. Han var ägare av stora jordegendomar runt Borås och i Sjuhäradsbygden i övrigt samt ägde flera gårdar i staden, där han förde ett gästfritt hus. Tollstorp blev borgmästare i Borås 1766 och tilldelades slutligen assessors namn. Han deltog i riksdagarna 1769–1770, 1771–1772 och 1778–1779. Särskilt 1771–1772 spelade han en betydande roll. Som ivrig anhängare av mösspartiet, snart en av dess ledande män, var han både vid överläggningarna inom borgarståndet och som deputerad för överseende av borgarståndets allmänna besvär, en av dem som häftigast förde de ofrälses talan mot adeln. Under debatterna om den kungaförsäkran, som riksdagen skulle föreläggas den nya kungen, försökte han tillsammans med några andra mer radikala borgarrepresentanter genomdriva att denna också skulle inrymma de olika ståndens privilegier. Försöket misslyckades dock. Begåvad, kunnig och skicklig som talare, var han dock för oförsiktig och oberäknelig för att ges något större förtroende inom partiet.